# Bruno Gonçalves (político)
Bruno Alexandre Rocha Gonçalves (nascido a 27 de dezembro de 1996) é um político português do Partido Socialista (PS). Desde 2024 é membro do Parlamento Europeu, eleito como o mais jovem eurodeputado português, integrando o grupo da Aliança Progressista dos Socialistas e Democratas. Foi também secretário-geral da União Internacional da Juventude Socialista e vice-presidente da Internacional Socialista de 2022 a 2024.

## Início da vida e carreira
Bruno Gonçalves nasceu em Braga e concluiu a licenciatura e mestrado em Engenharia Mecânica na Universidade do Minho, onde desempenhou cargos de representação dos estudantes no Senado Académico e no Conselho Geral da Universidade. Concluiu, ainda, um módulo de Gestão de Produtos Digitais pela Universidade de Massachussets. 
Iniciou a sua carreira profissional enquanto consultor informático na área de serviços Cloud focada na integração de plataformas digitais. 
Foi membro da direção do Conselho Nacional de Juventude entre 2016 e 2018. Em Braga foi, ainda, presidente da Associação de Estudantes da Escola Secundária Carlos Amarante, entre 2013 e 2014, e é, desde 2021, membro da Assembleia Municipal.

## Atividade política
A sua trajetória política iniciou-se na Juventude Socialista em 2014, quando entrou na organização. Dentro da JS, Bruno Gonçalves assumiu cargos de liderança, destacando-se como Secretário Nacional para as Relações Internacionais. Em 2016, foi eleito membro do Conselho Nacional de Juventude. Em 2021, integrou o secretariado federativo do PS em Braga e foi eleito deputado à Assembleia Municipal de Braga. Em 2024, Bruno Gonçalves apresenta-se como candidato a Secretário-Geral da Juventude Socialista, liderando o "Movimento Liberdade".
A trajetória política de Bruno Gonçalves iniciou-se na Juventude Socialista (JS) em 2014. Dentro da organização, assumiu cargos de liderança, incluindo Secretário Internacional e Secretário Nacional para as Relações Internacionais. Foi também Presidente da Concelhia de Braga da JS.
Em 2016, foi eleito membro do Conselho Nacional de Juventude. Em 2021, integrou o secretariado federativo do PS em Braga e foi eleito deputado à Assembleia Municipal de Braga. Em 2024, apresentou a sua candidatura a Secretário-Geral da Juventude Socialista, liderando o Movimento Liberdade.
Em 2021, Bruno Gonçalves foi eleito Vice-Presidente da Internacional Socialista (IS)e Secretário-Geral da União Internacional da Juventude Socialista (IUSY) — cargos que ocupou até 2024 — sendo o único português a liderar a IUSY desde a sua fundação em 1907. Durante o mandato, visitou países como a Palestina e Israel, organizou o maior festival político de juventude da última década e defendeu a integração europeia dos Balcãs.
Bruno Gonçalves foi também orador em diversas conferências internacionais da ONU, incluindo a Conferência Mundial para a Erradicação do Trabalho Juvenil (Buenos Aires) e a Conferência dos Oceanos (Lisboa).

## Deputado ao Parlamento Europeu
Em 2024, Bruno Gonçalves foi eleito eurodeputado pelo Partido Socialista (PS), ocupando o 4º lugar na lista, e tornou-se o mais jovem eurodeputado português. No Parlamento Europeu, integra o grupo da Aliança Progressista dos Socialistas e Democratas. No Parlamento Europeu, assumiu a função de coordenador da Subcomissão de Assuntos Fiscais (FISC), responsável pela discussão de matérias fiscais, e é membro efetivo da Comissão da Indústria, da Investigação e da Energia (ITRE), bem como das delegações para o Brasil (D-BR), Ásia do Sul (DSAS) e Assembleia Parlamentar Euronest (DEPA). É também suplente na Comissão dos Assuntos Económicos e Monetários (ECON), no Mercado Interno (IMCO) e em delegações para a Rússia (D-RU), Península Arábica (DARP), Mercosul (DMER) e Península da Coreia (DKOR). Entre as suas responsabilidades como relator-sombra, destaca-se o omnibus do ReArmEU, programa europeu de investimento em defesa de mais de 800 mil milhões de euros, tendo sido anteriormente relator-sombra para o InvestEU. 
Desde a sua eleição, foi nomeado para os MEP Awards 2024 na categoria de “melhor uso das redes sociais”. No seu mandato, tem-se destacado na defesa do reconhecimento do Estado Palestiniano, no combate à extrema-direita e na promoção de uma indústria europeia forte, competitiva e sustentável.